# سودیسلاف ناد اورلیتسی
سودیسلاف ناد اورلیتسی (به چکی: Sudislav nad Orlicí) یک منطقهٔ مسکونی در جمهوری چک است که در ناحیه اوستی ناد اورلیتسی واقع شده‌است. سودیسلاف ناد اورلیتسی ۶٫۴۲ کیلومتر مربع مساحت و ۱۲۲ نفر جمعیت دارد و ۴۵۰ متر بالاتر از سطح دریا واقع شده‌است.